# Bernard Voyer
Pour les articles homonymes, voir Voyer.
 (octobre 2015).
Si vous disposez d'ouvrages ou d'articles de référence ou si vous connaissez des sites web de qualité traitant du thème abordé ici, merci de compléter l'article en donnant les références utiles à sa vérifiabilité et en les liant à la section « Notes et références ».
Bernard Voyer (7 mars 1953 à Rimouski, Québec - ) est un explorateur et conférencier québécois.
À titre d'explorateur, nombreux sont ses exploits : traversée du pôle Nord, traversée du pôle Sud, ascension de l’Everest, tour du monde par les plus hauts sommets, etc.

## Honneurs
| Rubans des médailles du lieutenant-colonel honoraire Bernard Voyer, OC, CQ, MSM | Rubans des médailles du lieutenant-colonel honoraire Bernard Voyer, OC, CQ, MSM | Rubans des médailles du lieutenant-colonel honoraire Bernard Voyer, OC, CQ, MSM | Rubans des médailles du lieutenant-colonel honoraire Bernard Voyer, OC, CQ, MSM |
| ------------------------------------------------------------------------------- | ------------------------------------------------------------------------------- | ------------------------------------------------------------------------------- | ------------------------------------------------------------------------------- |
|                                                                                 |                                                                                 |                                                                                 |                                                                                 |
|                                                                                 |                                                                                 |                                                                                 |                                                                                 |

- 1997 - Médaille de l'Assemblée nationale[1]
- 1997 - Chevalier de l'Ordre national du Québec
- 2000 - Médaille d'or de la société géographique royale du Canada
- 2001 - Officier de l'Ordre du Canada
- 2001 - Doctorat honorifique en géographie de l'université Laurentienne de Sudbury
- 2002 - Médaille du jubilé d'or de la reine Élisabeth II
- 2005 - Doctorat  honorifique de l'université du Québec
- 2007 - Chevalier de la Légion d'honneur. France
- 2008 - Lieutenant-colonel honoraire des Forces armées canadiennes
- 2012 - Médaille du jubilé de diamant de la reine Élisabeth II
- 2015 - Médaille du service méritoire
- 2019 - Doctorat Honoris Causa délivré par l'Université Laval[2]